# Parry Wayne Humphreys
Parry Wayne Humphreys (* 1778 in Staunton, Virginia; † 12. Februar 1839 in Hernando, Mississippi) war ein US-amerikanischer Politiker. Zwischen 1813 und 1815 vertrat er den Bundesstaat Tennessee im US-Repräsentantenhaus.

## Werdegang
Im Jahr 1789 zog Parry Humphreys mit seinen Eltern zunächst nach Kentucky, später dann nach Tennessee. Er besuchte die Schulen seiner jeweiligen Heimat. Nach einem anschließenden Jurastudium und seiner im Jahr 1801 erfolgten Zulassung als Rechtsanwalt begann er in Nashville in seinem neuen Beruf zu arbeiten. Von 1807 bis 1813 amtierte Humphreys als Richter an verschiedenen Gerichten in Tennessee, unter anderem ab 1809 am Tennessee Supreme Court. Politisch war er Mitglied der von Thomas Jefferson gegründeten Demokratisch-Republikanischen Partei.
Bei den in Tennessee staatsweit ausgetragenen Kongresswahlen des Jahres 1812 wurde er für den damals neu geschaffenen sechste Sitz seines Staates in das US-Repräsentantenhaus in Washington, D.C. gewählt, wo er am 4. März 1813 sein neues Mandat antrat. Bis zum 3. März 1815 konnte er eine Legislaturperiode im Kongress absolvieren. Diese war von den Ereignissen des Britisch-Amerikanischen Krieges geprägt.
Im Jahr 1817 kandidierte Humphreys erfolglos für den US-Senat. Von 1818 bis 1836 arbeitete er wieder als Richter in Tennessee. Anschließend zog er nach Hernando im Staat Mississippi, wo er auch im Bankgewerbe tätig wurde. Er starb am 12. Februar 1839 in seiner neuen Heimatstadt. Das Humphreys County wurde nach ihm benannt.